# Eggs!
Eggs! è un cortometraggio muto del 1915 diretto da W.P. Kellino.

## Trama
Per compiacere lo zio ricco, dei fratelli si mettono a caccia di uova.

## Produzione
Il film fu prodotto dalla Cricks.

## Distribuzione
Distribuito dalla Davison Film Sales Agency (DFSA), il film - un cortometraggio di 170,2 metri - uscì nelle sale cinematografiche britanniche nel maggio 1915.